# NGC 4479
NGC 4479 (również PGC 41302 lub UGC 7646) – galaktyka soczewkowata (SB0), znajdująca się w gwiazdozbiorze Warkocza Bereniki. Odkrył ją William Herschel 8 kwietnia 1784 roku. Należy do Gromady w Pannie.